# Wappen des Kosovo
Das Wappen des Kosovo, welches das Parlament bei der Ausrufung der Unabhängigkeit am 17. Februar 2008 offiziell annahm, zeigt wie die Flagge des Kosovo sechs silberne Sterne in einem Bogen und die Umrisse des Kosovo in Gold auf blauem Grund. Der Rand des Wappens ist ebenfalls in Gold gehalten.
Offizielle Quellen geben für das Gold des Wappens einen bräunlichen Ton vor, während im allgemeinen Gebrauch oft ein kräftiges Gelb vorherrscht.